# Кіперчень
Кіперчень (рум. Chiperceni) — село в Оргіївському районі Молдови. Адміністративний центр однойменної комуни, до складу якої також входять села Андрєєвка та Воротец.

## Населення
За даними перепису населення 2004 року у селі проживали 2295 осіб.
Національний склад населення села:
| Національність       | Кількість осіб | Відсоток   |
| -------------------- | -------------- | ---------- |
| молдавани румуни     | 2255 23        | 98,3% 1,0% |
| росіяни              | 12             | 0,5%       |
| українці             | 4              | 0,2%       |
| інша / без відповіді | 1              | < 0,1%     |
| Всього               | 2295           | 100%       |